# Harpalus honestus
Harpalus honestus es una especie de escarabajo del género Harpalus, familia Carabidae. Fue descrita científicamente por Duftschmid en 1812.
Habita en Gran Bretaña, Francia, Bélgica, Países Bajos, Alemania, Suiza, Austria, Chequia, Eslovaquia, Hungría, Bielorrusia, Ucrania, Portugal, España, Italia, Eslovenia, Croacia, Bosnia y Herzegovina, Yugoslavia, Macedonia del norte, Albania, Grecia, Bulgaria, Rumania, Siria, Turquía, Chipre, Irán, Georgia, Armenia, Azerbaiyán y Rusia.